# Constitución de San Martín (Países Bajos)
La Constitución de San Martín (en neerlandés: Staatsregeling van Sint Maarten) es el texto legal fundamental que organiza el gobierno del país autónomo de San Martín (Países Bajos), que ocupa la parte sur de la isla caribeña de San Martín. Esta carta magna fue aprobada por unanimidad por el consejo de la isla de San Martín (Países Bajos) el 21 de julio de 2010.
La constitución estuvo prevista que entrase en vigor el 10 de octubre de 2010, en la fecha de la disolución de las Antillas Neerlandesas. Esta legislación le otorga amplia autonomía a San Martín quien permanece dentro del Reino de los Países Bajos como uno de los países constituyentes de esa monarquía, pero que le permite poseer su propio primer ministro, gabinete de ministros, parlamento y policía.

## Estructura
1. Territorio y unidad
2. Derechos fundamentales
3. Gobierno y Ministro Plenipotenciario
4. Parlamento
5. Consejo Asesor de Auditoría, Defensor del Pueblo y los cuerpos de asesoría
6. Legislación
7. Judicatura, la fiscalía y la policía
8. Disposiciones Finales

- Artículos adicionales[1]